# Голбець

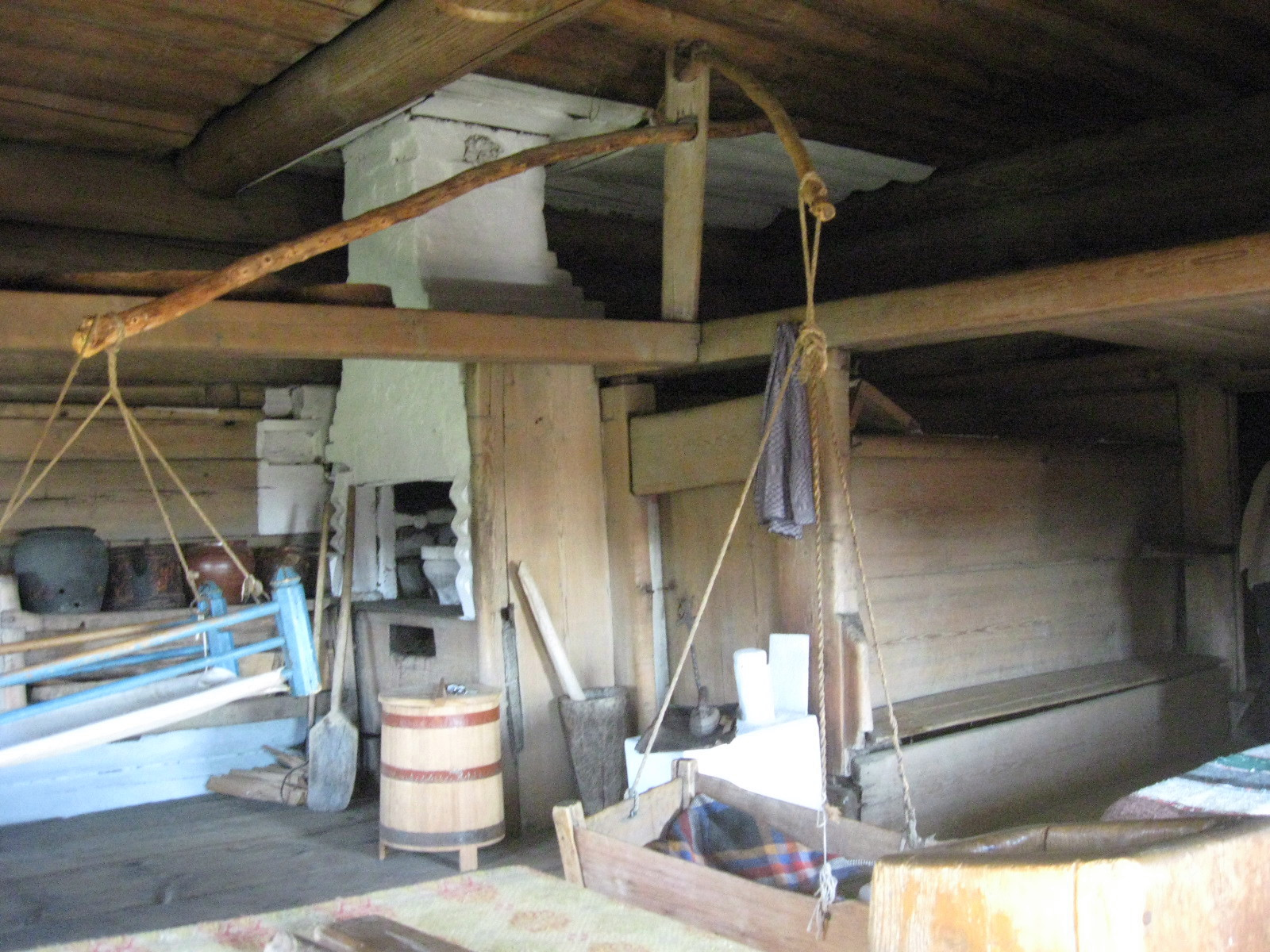
Голбець (праворуч). Алапаєвськ, Свердловська область, Росія

Голбець (рос. голбец) — невелика дощата прибудова до руської печі, яка влаштовувалася в російських хатах. Слугував внутрішньохатньою комірчиною і драбиною для підйому на піч. В українських житлах не використовувався.

## В інтер'єрі російської хати
Слово голбец, згідно зі словником М. Фасмера, має скандинавське походження: від дав.-сканд. golf («підлога», «відділення») через давньоруську реконструйовану форму *гълбьць.
У голбці влаштовувалася драбинка, примістка для піднімання на піч і полаті, а також полиці для різних господарських речей. У передній частині, біля пічного чола, влаштовувався лаз у підкліт (сама комірка могла називатися верхнім голбцем, а підкліт, підпілля — нижнім). Замість голбця також могли робити невисоку дощату примістку із засувною кришкою, яку використовували для спання. Лаз (рос. западня, творило) у підкліт у цьому випадку влаштовували перед челюстями печі.
З голбцем були пов'язані певні забобони: він вважався зв'язком світу живих зі світом предків. За свідченням В. І. Даля, входячи в хату до нареченої, бралися рукою за голбець. Також у народних повір'ях він був місцем проживання домовика.

## Інші значення
- Голбець (також «голубець») — надгробний пам'ятник у формі рубленої хатки[1]. У Російській імперії голубці на могилах офіційно були заборонені, але трапляються на старообрядських похованнях[6]. На Російській Півночі — надгробний пам'ятник типу хреста чи хрест зі схематичним дашком[7]. Символізм — дім померлої людини[5][8]. Дашки голубців-стовпів прикрашалися банями з хрестами і різьбленими причолинами на схилах. Іноді у верхню частину стовпця врізали мідну іконку із зображенням того святого, чиє ім'я носив покійний[9].
- У церковній архітектурі голубець — двосхилий, коробовий чи кілеподібний дах для захисту від негоди ікон і фресок на зовнішніх стінах церков[10].

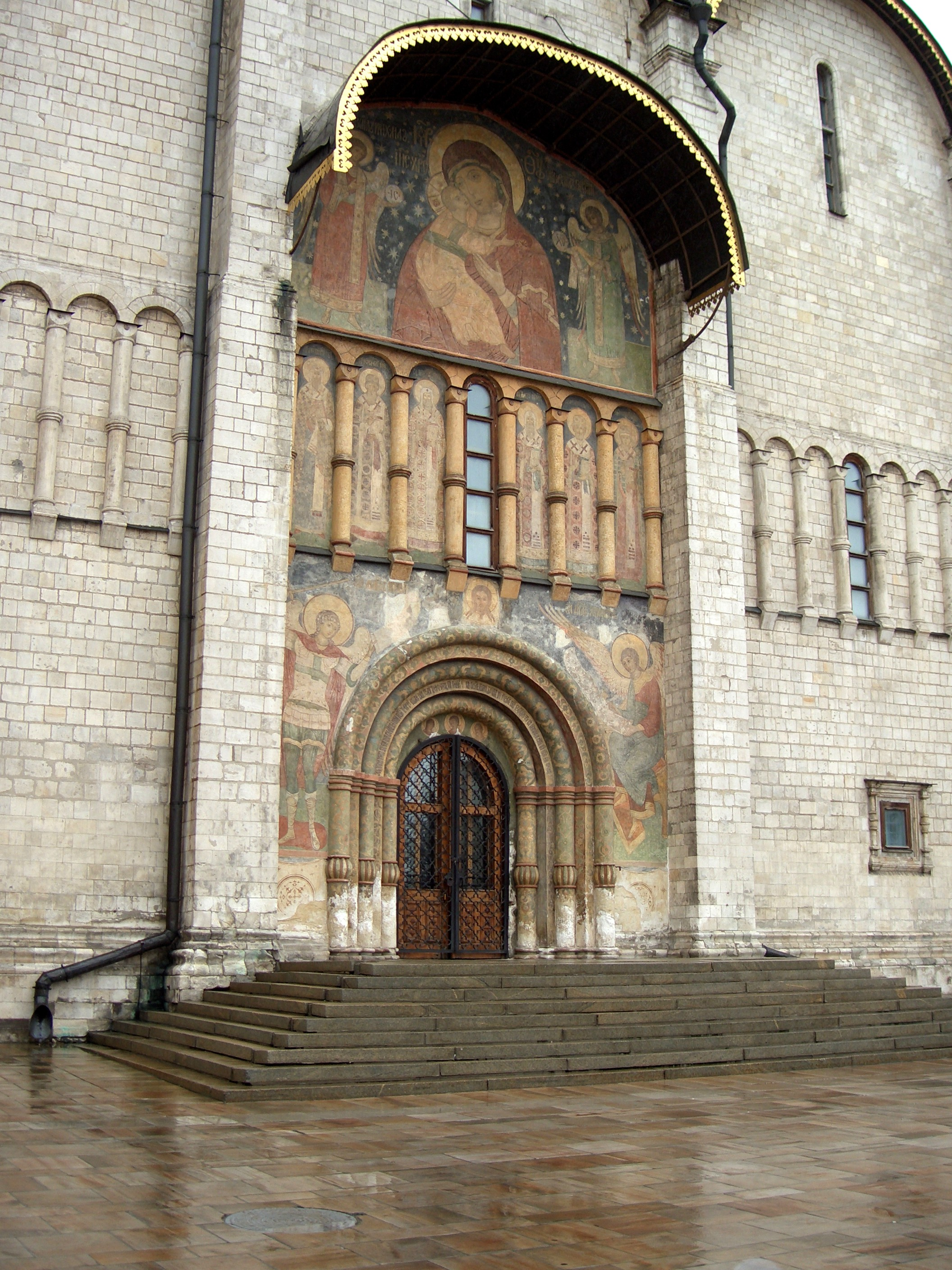
Коробовий голубець над фрескою Владимирської Божої Матері. Успенський собор Московського кремля
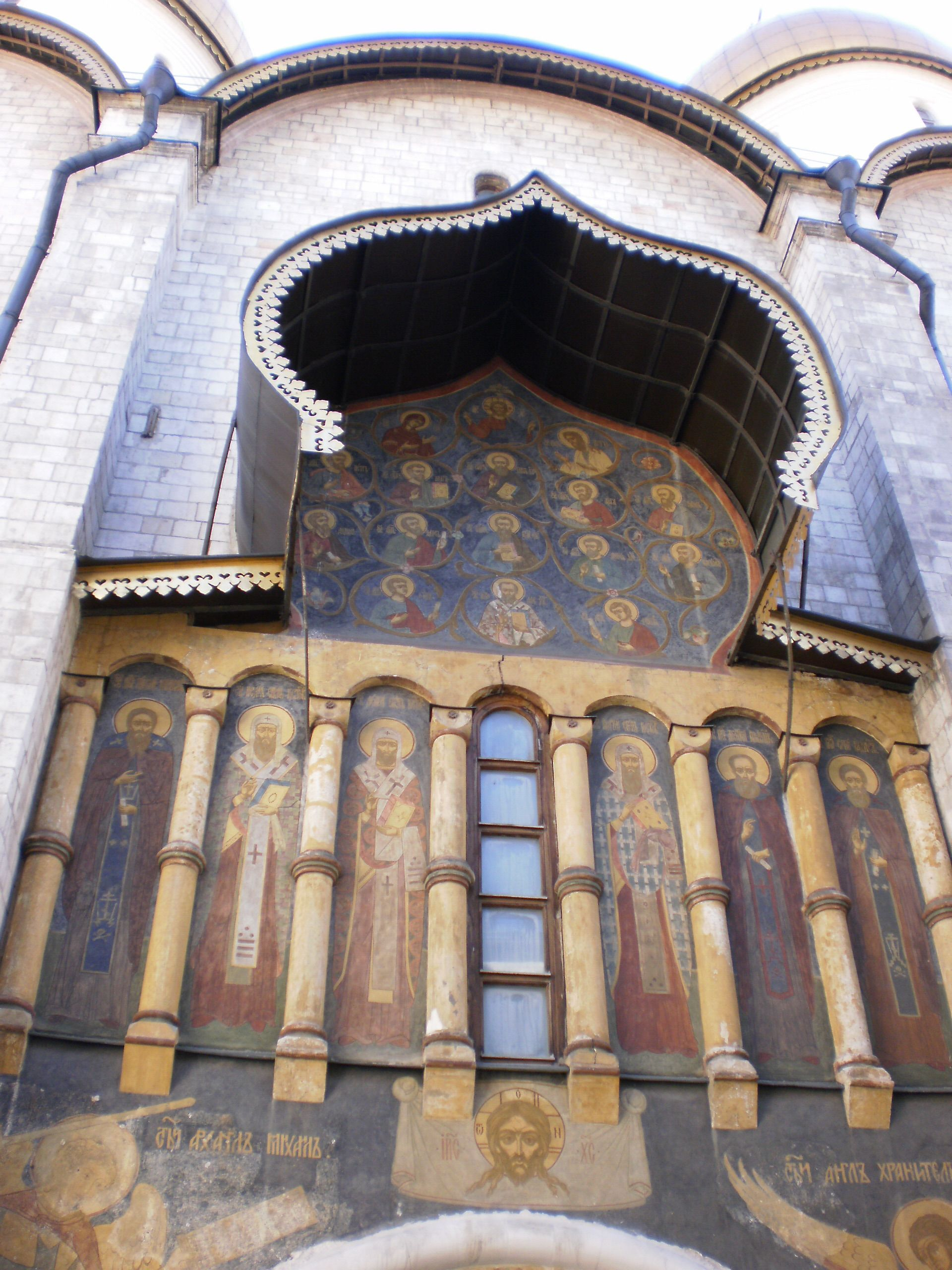
Кілеподібний голубець над фрескою «Древо Єссеєве». Успенський собор Московського кремля
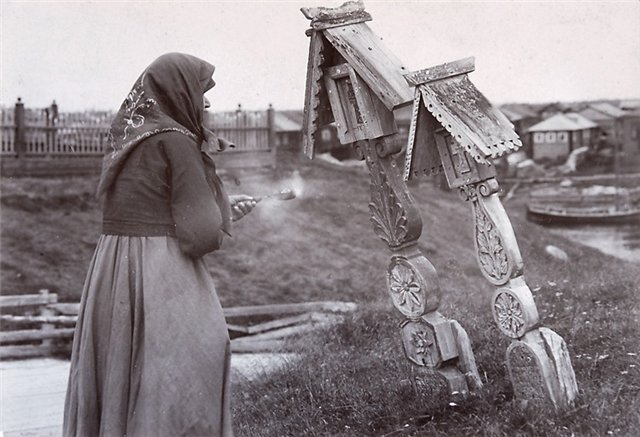
Надгробний старообрядський пам'ятник — голубець. Російська Північ
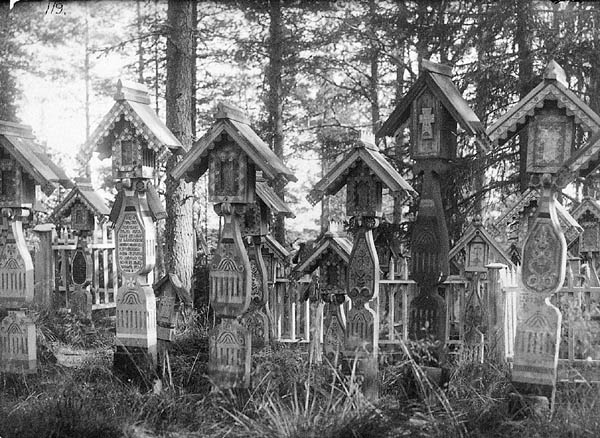
Голубці на старообрядському кладовищі. Архангельська губернія, м. Кем.
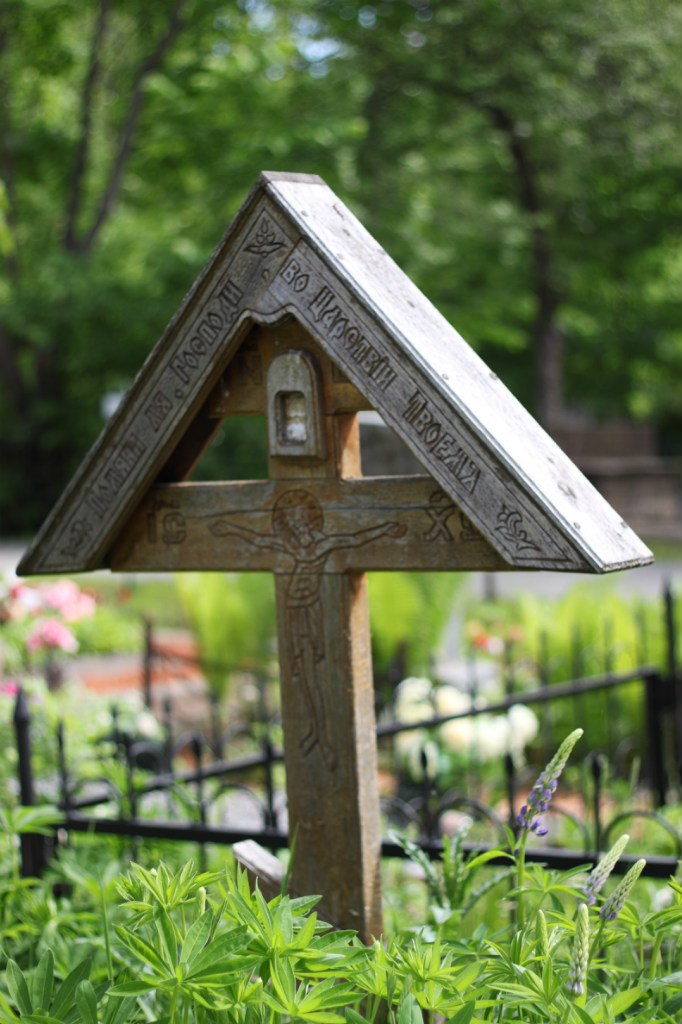
Хрест-голубець на Казанському кладовищі в Пушкіні (Петербург)